# Eugenia Bujak
Eugenia Bujak (Lentvaris (Litouwen), 25 juni 1989) is een in Litouwen geboren wielrenster, die lange tijd voor Polen uitkwam en vanaf 2018 de Sloveense nationaliteit heeft.
Bujak reed sinds 2014 zes jaar bij de Sloveense wielerploeg BTC City Ljubljana en stapte in 2020 samen met de sponsor en enkele rensters over naar Alé BTC Ljubljana dat in 2022 als UAE Team ADQ verder ging. Ze werd meerdere keren Pools kampioene op de weg en in de tijdrit en later eveneens Sloveens kampioene in deze beide disciplines. In 2014 werd ze Europees baankampioene in de puntenkoers. Op 27 augustus 2016 won ze de World Tour-wedstrijd GP de Plouay.

## Erelijst
2012
 Pools kampioenschap tijdrijden
2013
 Pools kampioene op de weg
 Pools kampioenschap tijdrijden
2014
 Europees baankampioene puntenkoers
 Pools kampioene tijdrijden
2015
 Pools kampioene tijdrijden
2e etappe Thüringen Rundfahrt
2016
1e en 6e etappe La Route de France
GP de Plouay (World Tour)
2018
 Sloveens kampioene tijdrijden
2021
 Sloveens kampioene tijdrijden
 Sloveens kampioene wegwedstrijd
2022
 Sloveens kampioene wegwedstrijd
 Tijdrit op de Middellandse Zeespelen
2025
 Sloveens kampioene tijdrijden
 Sloveens kampioene wegwedstrijd

### Resultaten in voornaamste wedstrijden
| Jaar | Ronde van Italië | Ronde van Frankrijk | Ronde van Spanje |
| ---- | ---------------- | ------------------- | ---------------- |
| 2012 |                  |                     |                  |
| 2013 |                  |                     |                  |
| 2014 | 25e              |                     |                  |
| 2015 | 34e              | 21e                 | 6e               |
| 2016 | opgave           | 21e                 | 8e               |
| 2017 | opgave           | 35e                 | 4e               |
| 2018 | 24e              | opgave              | 13e              |
| 2019 | 59e              | 16e                 | 5e               |
| 2020 | 35e              | 13e                 | 12e              |
| 2021 |                  | 43e                 |                  |
| 2022 |                  | 103e                |                  |
| 2023 |                  |                     | 76e              |
| 2024 |                  |                     | 60e              |
| 2025 |                  | opgave              | 89e              |

| Jaar | Gent-Wevelgem | Ronde van Vlaanderen | Parijs-Roubaix | Amstel Gold Race | Luik-Bast.‑Luik | Strade Bianche | Trofeo Alfredo Binda | Classic Lorient Agglomération |  | WK op de weg |
| ---- | ------------- | -------------------- | -------------- | ---------------- | --------------- | -------------- | -------------------- | ----------------------------- |  | ------------ |
| 2012 |               |                      |                |                  |                 |                |                      |                               |  | opgave       |
| 2013 |               |                      |                |                  |                 |                |                      |                               |  | 21e          |
| 2014 |               | 42e                  |                |                  |                 |                | 12e                  | 58e                           |  | opgave       |
| 2015 |               | 17e                  |                |                  |                 | 23e            | 16e                  | 22e                           |  | 42e          |
| 2016 | 31e           | 30e                  |                |                  |                 | opgave         | 27e                  | ↑                             |  | 31e          |
| 2017 | 24e           | 22e                  |                | 27e              | 69e             | 38e            | 7e                   | 4e                            |  | 35e          |
| 2018 | 50e           | 28e                  |                | 9e               | 18e             | 28e            | 54e                  | 9e                            |  |              |
| 2019 |               |                      |                |                  |                 | 54e            |                      | opgave                        |  | 45e          |
| 2020 |               |                      |                |                  | 30e             | 14e            |                      | 32e                           |  | 14e          |
| 2021 | 23e           | 102e                 | 43e            |                  |                 | 64e            | opgave               | 6e                            |  | 58e          |
| 2022 | 51e           | 88e                  | 66e            |                  | 60e             | 32e            | 34e                  | 36e                           |  | 56e          |
| 2023 | 27e           | 53e                  | 44e            |                  |                 |                |                      |                               |  | 54e          |
| 2024 | 63e           |                      |                |                  |                 |                |                      |                               |  |              |
| 2025 | 29e           | 26e                  | opgave         | 78e              |                 |                |                      |                               |  |              |

## Ploegen
- 2014 —  BTC City Ljubljana
- 2015 —  BTC City Ljubljana
- 2016 —  BTC City Ljubljana
- 2017 —  BTC City Ljubljana
- 2018 —  BTC City Ljubljana
- 2019 —  BTC City Ljubljana
- 2020 —  Alé BTC Ljubljana
- 2021 —  Alé BTC Ljubljana
- 2022 —  UAE Team ADQ
- 2023 —  UAE Team ADQ
- 2024 —  UAE Team ADQ
- 2025 –  Cofidis

Bastianelli · Boogaard · Bravec · Bujak · Chursina · García · Guderzo · Maneephan · Pintar · Trevisi · Yonamine · Žigart
Bastianelli · Boogaard · Bujak · Chursina · García · Guderzo · Patuelli · Pintar · Reusser · Tomasi · Trevisi · Wright
al Sayegh · Bastianelli · Bertizzolo · Boogaard · Bujak · García · Ivanchenko · Magnaldi · Novolodskaja · Patuelli · Pintar · Tomasi · Trevisi · Wright · Zanetti
al Sayegh · Amialiusik · Baril · Bastianelli (tot 10/7) · Bertizzolo · Bujak · Consonni · Gasparrini · Harvey · Holden · Ivanchenko · Kumięga · Magnaldi · Persico · Tomasi · Trevisi
al Sayegh · Amialiusik · Bertizzolo · Bujak · Carbonari · Consonni · Gasparrini · Gillespie (vanaf 9/6) · Harvey · Holden · Ivanchenko · Kumięga · Magnaldi · Neumanová · Persico · Swinkels · Włodarczyk